# Бальцхаузен

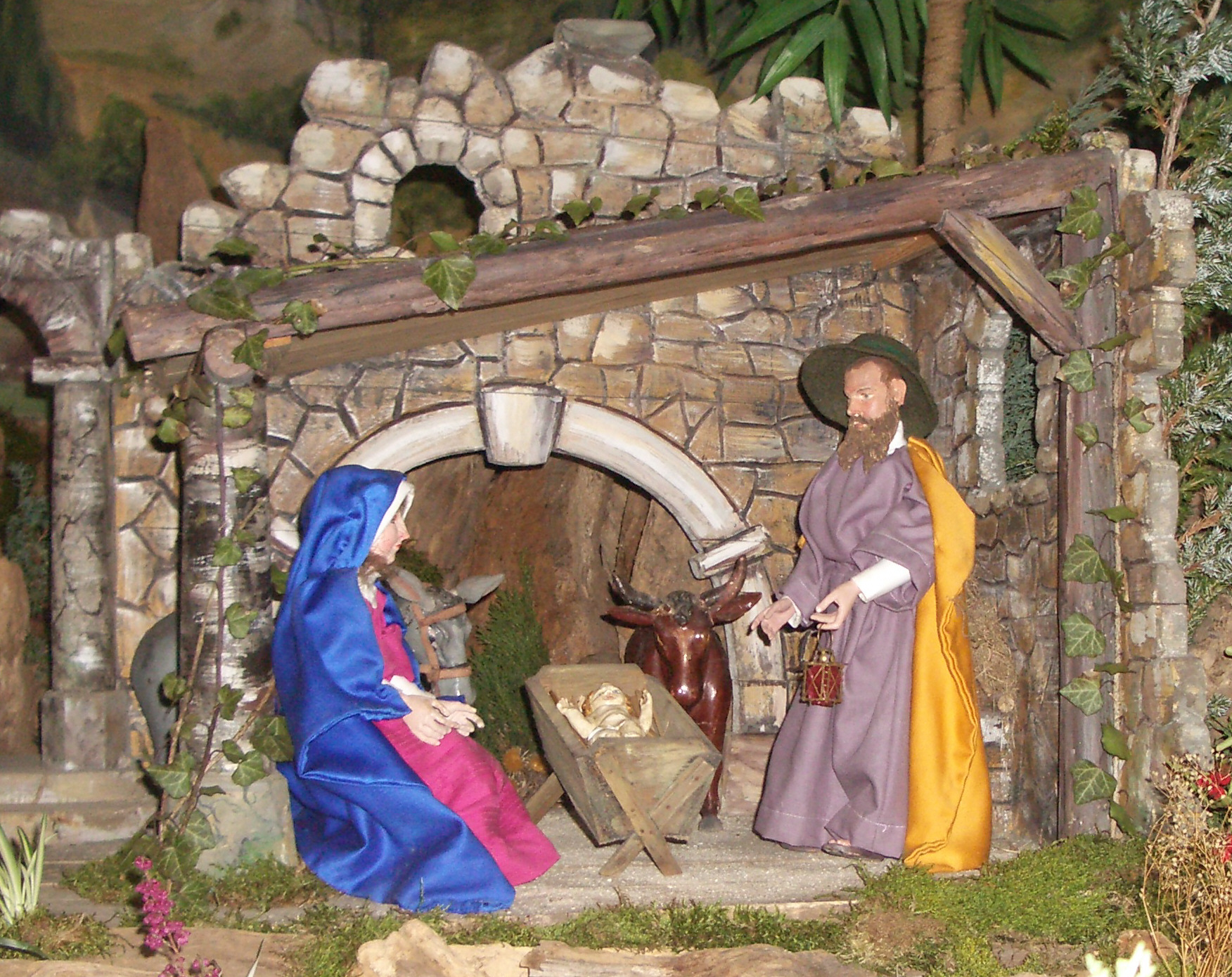
Деталь капеллы Леонарда

Бальцхаузен (нем. Balzhausen) — коммуна в Германии, в земле Бавария. 
Подчиняется административному округу Швабия. Входит в состав района Гюнцбург.  Население составляет 1184 человека (на 31 декабря 2010 года). Занимает площадь 14,65 км².